# I Brygada Rezerwowa

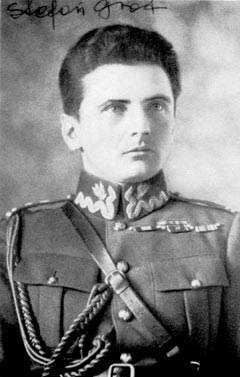
Stefan Rowecki

I Brygada Rezerwowa (I BRez.) - rezerwowa brygada piechoty Wojska Polskiego II RP.
Brygada sformowana została w pierwszym tygodniu czerwca 1920 roku, w czasie wojny polsko-bolszewickiej. Uczestniczyła w walkach na południowym odcinku frontu, gdzie po krótkich walkach została rozwiązana.

## Formowanie brygady
Po dokończeniu w 1919 roku formowania wszystkich wojsk pierwszego rzutu postanowiono stworzyć formacje rezerwowe. Miały powstać z batalionów zapasowych, które oprócz uzupełniania macierzystych pułków miały także wystawić po pułku rezerwowym (który nosił numer po pułku do którego należał batalion powiększony o 100, czyli np. batalion zapasowy 1 pp miał wystawić 101 pp), co dałoby dodatkowych 65 pułków.
Plan okazał się zbyt ambitny, gdyż młode państwo polskie nie miało wystarczających funduszy na jego realizację. W zamian bataliony zapasowe miały wystawić po batalionie rezerwowym, które wraz z innymi batalionami z pułków tej samej dywizji utworzyłyby pułki rezerwowe. Te zamierzano zespolić w 10 dwupułkowych brygad, których jednak utworzono tylko dwie. Pierwszą była VII BRez., drugą i ostatnią I BRez., utworzona w czerwcu 1920, m.in. z oddziałów zapasowych 1 Dywizji Piechoty.
27 maja 1920  Ministerstwo Spraw Wojskowych wydało rozkaz organizacji I rezerwowej Brygady Piechoty. Miała to być jednostka doborowa, silna liczebnie i stanowić odwód Naczelnego Wodza. W Ostrowi Mazowieckiej formowano 101 i 105 rezerwowy pułk piechoty i sztab brygady, a w Zambrowie 106 rez. pp. Każdy pułk składał się z czterech batalionów po cztery kompanie, czterech kompanii karabinow maszynowych, kompanii technicznej, plutonu telefonicznego.
9 czerwca pułki brygady liczyły w stanie żywionych: 101 pp – 54 oficerów, 41 podchorążych, 4569 podoficerów i szeregowych; 105 pp odpowiednio 43. 77 i 3364; 106 pp – 49, 32 i 3964. Każdy pułk miał otrzymać 32 ckm systemów Hotchkissa i Maxima oraz 64 ręczne karabiny maszynowe.

## Walki brygady
I Brygadę na front wysłano już w czerwcu, co było pochopną decyzją, gdyż świeża i jeszcze niewyszkolona musiała walczyć z już owianą legendą 1 Armią Konną. Starcia zakończyły się klęską I BRez, którą rozbitą wycofano z frontu, gdzie miała zostać zreorganizowana. Stefan Rowecki, wówczas w stopniu kapitana, wspominał „Było to dokładnie w czerwcu 1920. Jako szef sekcji Oddziału I Sztabu Naczelnego Dowództwa zostałem wysłany na Ukrainę dla uporządkowania i zreorganizowania rozbitej brygady rezerwowej, nieudanego zresztą dziecięcia generała Tokarzewskiego. Brygada ta, zlepiona ad hoc z różnych szkół wojskowych, rozleciała się w pierwszych walkach z wyjątkiem pułku, dowodzonego przez pułkownika Rokitę-Maksymowicza. W szalonym tempie, pędząc autem po Ukrainie i Wołyniu, pozbierałem resztki niesławnej brygady, zawagonowałem je i odesłałem na reorganizację w głąb kraju”.

## Rozwiązanie brygady
Wraz z kolejnymi odwrotami wojsk polskich I Brygadę rozwiązano, a jej jednostki przydzielono innym formacjom. 
101 pułk piechoty wycofano do Ostrowi Mazowieckiej. Tutaj odtworzono I i III batalion, wcielając do nich resztki żołnierzy ze 105 pułku, natomiast II batalion utworzono ze 106 pułku piechoty. 23 lipca pułk ponownie wyjechał na front. Walczył pod Grajewem i Pułtuskiem. Następnie odszedł do Modlina, gdzie otrzymał jako uzupełnienie IV batalion 157 pułku piechoty. Przydzielony do Dywizji Ochotniczej, walczył w jej składzie. Po wojnie został przemianowany na 84 pułk strzelców poleskich.
Na podstawie rozkazu L.20/III dowódcy 6 Armii z 21 sierpnia 1920 roku 105 pp został wcielony do 40 pułku Strzelców Lwowskich. Resztki 105 pp. – 3 oficerów, 6 podchorążych, 42 podoficerów, 380 szeregowców użyto do uzupełnienia 101 pułku; niewielka ich liczba trafiła również jako uzupełnienie do 40 i 50 pp oraz X Brygady Piechoty.
Pozostałości 106 pułku piechoty przetransportowano do Ostrowi Mazowieckiej, uzupełniono rekrutami. 20 lipca w szeregach pułku służyło 25 oficerów, 1250 podoficerów i szeregowców. Wówczas jednak zapadła decyzja likwidacji pułku. Istniejące pododdziały sformowano w batalion piechoty i wcielono do 101 pułku. Do pułków piechoty przydzielono także resztki kompanii sztabowej, plutonu żandarmerii i urzędu gospodarczego brygady.

## Organizacja i obsada personalna
- Dowództwo I Brygady Rezerwowej
- 101 rezerwowy pułk piechoty - kpt. Jan Bratro
- 105 rezerwowy pułk piechoty - ppłk Włodzimierz Maxymowicz-Raczyński
- 106 rezerwowy pułk piechoty

## Dowódcy brygady
- płk piech. Wacław Krupowicz (25 V - 10 VII 1920)
- gen. ppor. Paweł Szymański (do 8 VIII 1920)